# سیف القلم
محمدعلی وکیلی (۱۲۸۷ _ ۱۳۱۴ اعدام) معروف به سیف‌القلم قاتل زنجیره‌ای است که در در سال ۱۳۱۳ شمسی در شیراز ۸ زن و ۲ مرد را به قتل رساند. در ۱۳ اسفند ۱۳۱۳ با گزارش زنی به نام قمرتاج به نظمیه شیراز می‌رود و از ناپدید شدن زن و شوهر جوانی می‌گوید که اموالشان را در خانه سیف‌القلم دیده و در بازار شیراز به فروش رفته است.
قتل‌های سیف‌القلم در رمان سنگ صبور نوشته صادق چوبک بازتاب دارد و بخش‌های قابل توجهی از این پرونده از جمله نام قربانیان قتل‌ها را بازگو کرده است.
رُمان تاریخی "سیف القلم، مردی که پس از مرگش هم جنایت می کرد" نوشته:فواد فاروقی نیز در این زمینه به چاپ رسیده است.